# Aleksandyr Wezenkow
Aleksandyr „Sasza” Wezenkow (bułg. Александър „Саша” Везенков; ur. 6 sierpnia 1995 w Nikozji) – bułgarski koszykarz występujący na pozycji silnego skrzydłowego, posiadający także greckie obywatelstwo (od 30.12.2015), od 2023 zawodnik Sacramento Kings.
Pochodzi z koszykarskiej rodziny. Ojciec Sasho był zawodnikiem Balkan Botevgrad, Omonii Nikozja, PAEEK-u Nikozja oraz APOEL-u Nikozja. Brał udział trzykrotnie w mistrzostwach Europy (1985, 1989, 1991), jako reprezentant Bułgarii. Po zakończeniu kariery zawodniczej został trenerem w lidze cypryjskiej, a następnie dyrektorem sportowym oraz menadżerem w bułgarskim zespole – Lukoil Academic. Jego starsza siostra Michaela występowała na uczelni North Carolina w Wilmington. Następnie przez lata grała w lidze cypryjskiej oraz reprezentacji tego państwa.
18 lipca 2023 został zawodnikiem Sacramento Kings.

## Osiągnięcia
Stan na 2 października 2023, na podstawie, o ile nie zaznaczono inaczej.

### Drużynowe
- Mistrz:
  - Grecji (2022, 2023)
  - Katalonii (2015–2017)
- Wicemistrz Hiszpanii (2016)
- Zdobywca:
  - superpucharu:
    - Hiszpanii (2015)
    - Grecji (2022)

  - pucharu:
    - Hiszpanii (2018)
    - Grecji (2022, 2023)
- Finalista:
  - pucharu Grecji (2014)
  - Superpucharu Hiszpanii (2016)
- 3. miejsce:
  - w pucharze Hiszpanii (2017)
  - podczas mistrzostw Hiszpanii (2018)

### Indywidualne
- MVP:
  - Euroligi (2023)
  - ligi greckiej (2015, 2022, 2023)
  - finałów ligi greckiej (2022)
  - Pucharu Grecji (2023)
  - meczu gwiazd ligi greckiej (2022)
- Sportowiec roku Bułgarii (2022)
- Laureat Alphonso Ford Trophy (2023)
- Najlepszy młody:
  - zawodnik roku ligi greckiej (2013–2015)
  - bułgarski zawodnik roku (2014, 2015)
- Największy postęp ligi greckiej (2015, 2022)
- Najbardziej popularny zawodnik ligi greckiej (2022, 2023)
- Zaliczony do I składu:
  - Euroligi (2022, 2023)
  - ligi greckiej (2015, 2022, 2023)
  - najlepszych młodych zawodników Ligi Endesa (2017)
- Lider:
  - strzelców:
    - final four Euroligi (2023)
    - ligi greckiej (2015, 2022)

  - w zbiórkach ligi greckiej (2015)

### Reprezentacja
- Uczestnik:
  - kwalifikacji do Eurobasketu (2014, 2016)
  - mistrzostw Europy:
    - U–16 (2010 – 12. miejsce, 2011 – 15. miejsce)
    - U–18 (2012 – 8. miejsce, 2013 – 15. miejsce)
    - U–20 (2014 – 15. miejsce)
- Lider mistrzostw Europy w:
  - punktach:
    - U–16 (2011)
    - U–18 (2013)
    - U–20 (2014)

  - zbiórkach U–20 (2014)
- Zaliczony do I składu mistrzostw Europy U–20 (2014)